# ТБ/ДННЛ
ТБ/ДННЛ (Объедине́ние «Оте́честву и свобо́де»/ДННЛ, лат. Apvienība «Tēvzemei un Brīvībai»/LNNK) — латвийская национал-консервативная политическая партия.

## История
Возникла в 1997 г. в результате слияния основанного в 1993 г. Объединения «Отечеству и свободе» (преемника Конгресса граждан) и основанной в 1988 г. Латвийской национально-консервативной партии ДННЛ (изначально — Движение за национальную независимость Латвии). С 1997 по 1998 гг. представитель объединения Гунтарс Крастс возглавлял правительство Латвии, с 1998 по 2002 гг. представитель объединения Янис Страуме был председателем Сейма. Объединение имело три портфеля во втором кабинете Иварса Годманиса. Руководитель объединения с конца 2006 г. — депутат Европарламента Робертс Зиле. В феврале 2008 г. партия потерпела раскол: из неё вышли (перейдя в «Гражданский союз») 3 депутата Европарламента из 4 и 2 депутата Сейма из 7.
Французский политолог Жан-Ив Камю на панельной дискуссии высокого уровня, организованной ЕКРН в 2005 году, представил доклад, в котором характеризовал партию как находящуюся «на границе между консервативными правыми и крайне правыми» и как «ультранационалистическую партию, в некоторых отношениях сравнимую с крайне правыми».
В 2011 году «Отечеству и свободе»/ДННЛ вместе с правой партией «Всё для Латвии!» образовали объединение «Всё для Латвии!» — ТБ/ДННЛ.

## Результаты на выборах
| Год  | Выборы                     | Результаты (%)       | Депутаты                         |
| ---- | -------------------------- | -------------------- | -------------------------------- |
| 1998 | Выборы 7-го Сейма          | 14,65 (Рига — 20,20) | 17 (из 100)                      |
| 2001 | Муниципальные выборы       | Рига — 17,34         | 11 (из 60)                       |
| 2002 | Выборы 8-го Сейма          | 5,37 (Рига — 5,75)   | 7 (из 100)                       |
| 2004 | Выборы 6-го Европарламента | 29,82 (Рига — 27,48) | 4 (из 9)                         |
| 2005 | Муниципальные выборы       | Рига — 8,62          | 6 (из 60)                        |
| 2006 | Выборы 9-го Сейма          | 6,94 (Рига — 7,61)   | 8 (из 100)                       |
| 2009 | Муниципальные выборы       | Рига — 3,30          | 0 (из 60)                        |
| 2009 | Выборы 7-го Европарламента | 7,45                 | 1 из 8 — Роберт Зиле             |
| 2010 | Выборы 10-го Сейма         | 7,67 (блок с «ВЛ!»)  | 2 (из 100) (блок всего — 8 мест) |